# La reginetta dei monelli
La reginetta dei monelli (Dimples) è un film del 1936 diretto da William A. Seiter.

## Produzione
Il primo trattamento del film riportava il titolo Under the Gaslight. Durante la lavorazione, il titolo cambiò da Dimples a The Bowery Princess, per poi ritornare a Dimples poco prima che la pellicola uscisse in distribuzione nelle sale.
La lavorazione del film - prodotto dalla Twentieth Century Fox Film Corporation - durò dall'inizio di maggio fino a metà giugno 1936.

## Distribuzione
Il copyright del film, richiesto dalla Twentieth Century-Fox Film Corp., fu registrato il 16 ottobre 1936 con il numero LP6956.
Distribuito dalla Twentieth Century Fox Film Corporation, il film uscì nelle sale cinematografiche USA il 16 ottobre 1936, dopo essere stato presentato in prima a New York il 9 ottobre. Nel 1937, venne distribuito in Portogallo (24 marzo, come A Princesinha da Rua), Finlandia (28 marzo, come Kultakutri), Giappone (in aprile), in Uruguay (2 aprile, come Princesita de arrabal), Danimarca (17 maggio), Austria (in giugno, come Sonnenmädel), Irlanda (2 luglio), Ungheria (21 luglio, come Az ucca üdvöskéje), Svezia (16 agosto, come Min farfar och jag).